# 斯特布里奇 (麻薩諸塞州)
斯特布里奇（英語：Sturbridge）是一個位於美國麻薩諸塞州烏斯特縣的鎮。

## 人口
根據2020年美國人口普查的數據，斯特布里奇的面積為100.90平方千米，當中陸地面積為96.90平方千米，而水域面積為4.00平方千米。當地共有人口9867人，而人口密度為每平方千米98人。